# آيت خويا (تاكلفت)
آيت خويا هي إحدى مشيخات المملكة المغربية، تتبع جغرافيا لإقليم أزيلال وإداريًا لتاكلفت. يقدر عدد سكانها بـ 6568 نسمة حسب الإحصاء الرسمي للسكان والسكنى لسنة 2004.